# Tallareta del desert africana
La tallareta del desert africana, anteriorment anomenada tallareta pàl·lida africana (Curruca deserti; syn: sylvia deserti) és una espècie d'ocell passeriforme de la família dels sílvids (Sylviidae). El seu hàbitat el constiutueixen deserts i estepes àrides del sud del Marroc, Sàhara Occidental, i zones àrides d'Algèria, Tunis, Líbia, Mauritània i Mali. El seu estat de conservació es considera de risc mínim.

## Taxonomia
La tallareta del desert africana anteriorment era considerada coespecífica amb la tallareta del desert asiàtica (Sylvia nana), però el Congrés Ornitològic Internacional decidí assignar-li un rang propi. Aleshores aquesta espècie estava classificada en el gènere Sylvia, però el COI, en la seva llista mundial d'ocells (versió 10.2, 2020) el transferí al gènere Curruca. Segons el Handook of the Birds of the World i la quarta versió de la BirdLife International Checklist of the birds of the world (Desembre 2019), aquest tàxon apareix classificat encara dins del gènere Sylvia.